# Holding 1929
Pour les articles homonymes, voir H29.
La Holding 1929, aussi appelée H29 est une société holding de droit luxembourgeois créée par la loi du 31 juillet 1929.
Son activité est purement patrimoniale et son objet peut être la détention de participations, d'un patrimoine financier, la gestion de SICAV, etc. Le but en était de favoriser la création de sociétés holding ayant leur siège au Luxembourg. Les avantages fiscaux attachés à la Holding 1929 ont été remis en cause par la Commission européenne en 2006.

## Avantages fiscaux
Pour favoriser la création de telles sociétés holding, la loi luxembourgeoise avait prévu de nombreux avantages fiscaux pour les holdings 1929.
Elle n'est redevable d'aucun impôt en dehors de la taxe d'abonnement et du droit d'apport, et ne peut pas être assujettie à la TVA.

## Incompatibilité avec la législation européenne
En 2006, suivant l'avis du Code de conduite dans le domaine de la fiscalité des entreprises, la Commission européenne a édicté un certain nombre de règles visant à la fin du régime des Holding 29 au 31/12/2010, considéré comme ayant le caractère d’aide étatique incompatible avec le Marché Commun. 
Après le 31/12/2010, toutes les Holdings 1929 seront transformées automatiquement en SOPARFI si aucun autre statut fiscal n'est choisi par ses actionnaires.